# ۱-کلروپنتان
۱-کلروپنتان (به انگلیسی: 1-Chloropentane) یک ترکیب شیمیایی با شناسه پاب‌کم ۱۰۹۷۷ است. شکل ظاهری این ترکیب، مایع است.